# Prosper Jolyot de Crébillon
Prosper Jolyot de Crébillon (Dijon, 13 de enero de 1674 - París, 17 de junio de 1762) fue un dramaturgo francés. Se le conoce también como Crébillon padre para diferenciarlo de su hijo Claude Prosper Jolyot de Crébillon, también escritor, y al que se conoce como Crébillon hijo.

## Biografía
Hijo de Melchior Jolyot, secretario jefe del tribunal de cuentas de Borgoña y de Bresse en Dijon, Prosper Jolyot de Crébillon (el nombre es debido a Crais-Billon, un pequeño feudo a seis kilómetros de Dijon, propiedad de su padre) inició sus estudios en el colegio de los jesuitas de Godrans en su ciudad natal y los prosiguió en el Colegio Mazarin en París. Por expreso deseo de su padre, consiguió el título de abogado y consiguió un trabajo de auxiliar escribiente con un procurador llamado Prieur. El 31 de enero de 1707, se casó con discreción en el campo con una joven perteneciente a una familia de la burguesía media, Marie-Charlotte Péage, que era hija de un boticario de la plaza Maubert, embarazada de ocho meses y que dio a luz el 14 de febrero a un hijo, Claude Prosper que también llegó a ser escritor. La pareja tuvo posteriormente una hija. 
El procurador Prieur, hijo de un amigo de Scarron, se vio sorprendido por la afición que Crébillon sentía por el teatro y le animó a escribir obras. Crébillon estuvo dudando durante mucho tiempo y acabó presentando una tragedia, La muerte de los hijos de Bruto, que resultó rechazada. El fracaso le desanimó bastante, pero animado aún por el procurador, 
compuso una nueva tragedia, Idomeneo, que se representó en diciembre de 1705 y resultó ser un éxito bastante significativo. Crébillon pasó a ser el autor trágico del momento, entre el reinado de Racine, que había muerto en 1699, y el de Voltaire, que aún no había aparecido, para desesperación de Boileau que, poco antes de morir habría dicho: "He vivido demasiado; ¡ Hay que ver a que visigodos dejo acechando la escena francesa ! Los Boyers y los Pradons que tanto habíamos criticado eran águilas comparados a estos."
Tras Idomeneo, Crébillon creó Atreo y Tiestes en 1707, obra notable, una de las más conocidas del autor, Electra en 1709, Radamisto y Zenobia en 1711, que tuvo un éxito enorme y se consideró su obra maestra, Jerjes en 1714, Semiramis en 1717. Las dos últimas obras fueron acogidas con frialdad: Jerjes sólo se representó una vez y Semiramis, sólo siete. Crébillon cayó en el desánimo y dejó el teatro.
Tras perder a su padre, que murió insolvente, pasó por grandes dificultades económicas, resultado de su escaso talento financiero y gestor, de su independencia y de los placeres y de su tendencia a la ensoñación. Perdió también a su mujer, sus amigos no le prestaron la ayuda que necesitaba, y cayó en la misantropía. Vivía en un granero, rodeado de perros, gatos y cuervos, fumando sin parar y viendo sólo a su hijo. En esa soledad, se dedicaba a componer de cabeza (tenía una memoria excelente) novelas que desechaba tras plasmarlas en el papel. Hacía lo mismo con sus tragedias, que componía de memoria y sólo en el último momento escribía.
En 1726, Crébillon creó una nueva tragedia de éxito, Pirro (1726), que hizo que se centrara la atención sobre él de nuevo. Fue elegido para la Academia Francesa en 1731 y para la Academia de Ruan en 1754. Resultó innovador en la forma al componer su discurso de recepción en alejandrinos. Se recuerda de ese discurso uno de sus versos: "Ninguna hiel envenenó jamás mi pluma." En 1735, fue nombrado censor real para la literatura y la historia y en 1745, Madame de Pompadour hizo que se le otorgara una pensión de mil libras y una plaza de bibliotecario real. 
El objetivo de estos favores era tratar de encontrar un rival para Voltaire, que había molestado a la favorita difundiendo unos epigramas satíricos, y cuya reputación por aquella época la debía a su condición de escritor dramático. Los adversarios de Voltaire presionaron a Crébillon para que escribiera nuevas tragedias. Finalmente, terminó y estrenó su Catilina (1742), con gran magnificencia. El apoyo de los estómagos agradecidos permitieron asegurar el éxito durante 20 representaciones, pero tras ser impresa la situación se hizo insostenible, y ello se agravó al estrenar Voltaire su Roma salvada sobre el mismo tema. En 1754, la última tragedia de Crébillon, El Triunvirato, fue recibida con frialdad.
Al morir en 1762, dejó el borrador de un Cromwell. Los actores de París organizaron en su honor unas honras fúnebres a las que asistieron, junto a los miembros de la Academia y muchos literatos, muchos actores y actrices, para escándalo de la Iglesia. Se encargó al escultor Jean-Baptiste Lemoyne un mausoleo para la iglesia de Saint-Gervais, en donde sin embargo nunca reposaron sus restos (hoy en el museo de Dijon).

## Obras

### Posteridad literaria
El teatro de Crébillon ocupa un lugar importante en la historia literaria, tanto por su valor propio como por las polémicas que se suscitaron a su alrededor. En una época en la que los autores de tragedias imitaban a Racine de modo servil, a imagen del barón Hilaire de Longepierre, del que es interesante comparar la tragedia Electra, creada en 1702, con la obra de Crébillon que éste escribió años más tarde sobre el mismo tema. La innovación de Crébillon no es tanto con el fondo psicológico de los autores de la obra como por una especie de "tragedia de situación", utilizando escenas de terror, reconocimientos y otros golpes de teatro que resultan precursores del melodrama decimonónico. "Sigo prefiriendo, escribe en el prólogo de Radamisto y Zenobia, cargar mis temas de episodios que de declamaciones".
Las obras de Crébillon contienen escenas sobrecogedoras, y versos bien construidos, enérgicos, de los que algunos han pasado a ser máximas. Pero tienen también bastantes defectos: intrigas a menudo demasiado complicadas, difíciles de seguir, y con una versificación a veces incorrecta, con frecuencia relajada, de estilo duro, atropellado, a veces oscuro. Crébillon escribía deprisa y con poco cuidado. Tenía una increíble facilidad: se cuenta que rehízo en 24 horas todo el último acto de Idomeneo que la noche del estreno no había sido del gusto del público. No se preocupó nunca por la elegancia, y hay fallos evidentes en su cultura mitológica e histórica.
"Crébillon, escribió d'Alembert, mostró la perversidad humana en toda su atrocidad [...] Creyó completar de ese modo uno de los dos grandes objetos que los griegos veían como objetivo de la tragedia, el terror [...] Ese objetivo general y único de las obras de Crébillon les proporciona un tono oscuro por el cual todas se asemejan [...] También se asemejan por los medios utilizados por el autor para producir situaciones teatrales; los reconocimientos son uno de los que utiliza con mayor frecuencia: pero reconozcámosle al menos que hizo de ello el uso más afortunado [...] Crébillon no tiene sólo versos afortunados, sino versos que se recuerdan a pesar de uno mismo, versos de un carácter tan orgulloso como original, versos por último, que sólo a él pertenecen, y cuya masculina aspereza espresa, por decirlo así, la fisionomía del autor. Si los detalles de la versificación no admiten un riguroso examen, si la lectura de sus obras es a veces difícil y penosa, la energía de sus caracteres y el vigoroso colorido de sus cuadros tendrá siempre un gran efecto teatral." Pero sus personajes están carentes de vida y de espesor, lo que hace que sus tragedias sean a veces una mezcla extraña de energía y sosez, de atrocidades e inconsistencia.

### Teatro
- Idomeneo, tragedia, 1705 (Texto completo en Gallica)
- Atreo y Tieste, tragedia, 1707 (Texto completo en Gallica)
- Electra, tragedia, 1708
- Radamisto y Zenobia, tragedia, 1711 (Texto completo en Gallica)
- Jerjes, tragedia, 1714
- Semiramis, tragedia, 1717 (Texto completo en Gallica)
- Pirro, tragedia, 1726
- Catilina, tragedia, 1748 (Texto completo en Gallica)
- El triunvirato, o la muerte de Cicerón, tragedia, 1754

Las obras de Crébillon se editaron en la Imprenta Real en 1750, 2 volúmenes in-4. Se han realizado a continuación muchísimas ediciones.